# 红色摇滚
《红色摇滚》由陈庆、万小元和张小安制作，于1991年12月1日由北京电影学院出版社发行。专辑歌曲大多是在中国20世纪中叶流行的“共产主义革命歌曲”。参与制作的多半是中国摇滚乐早期代表人物，他们将这些歌曲进行了一定改编，更为接近摇滚曲风。

## 曲目
1. 小鸟 （词作：侯牧人 演唱：现代人乐队）
2. 中国人民解放军军歌 （作词：公木 作曲：郑律成 演唱：侯牧人 合唱：现代人乐队）
3. 社员都是向阳花 （作词：张士変 作曲：王玉西 演唱：何天慈）
4. 兄弟 （词曲演唱：侯牧人）
5. 花衣裳 （词曲：侯牧人）
6. 社会主义好 （作词：希扬 作曲：李焕之 演唱：张楚）
7. 理想与和平（演唱:蔚华）
8. 留下油灯光 （词曲：侯牧人 演唱：蔚华）
9. 中国人民志愿军战歌 （作词：麻扶揺 作曲：周巍峙 演唱：侯牧人）
10. 娘子军连歌 （作词：梁倩 作曲：黄准 演唱：刘晓梅、侯牧人）
11. 我们走在大路上 （词曲：李劫夫 演唱：侯牧人 合唱：现代人乐队）
12. 国际歌 （作词：鲍狄埃 作曲：狄盖特 演唱：马备 伴唱：现代人乐队 合唱：总政歌舞团)[1][2]

## 制作人员
| 主 唱 | 侯牧人、张楚、刘晓梅、何天慈、马备、秦勇、卫华 |
| 键 盘 | 王焱                                           |
| 贝 司 | 彭措晋美                                       |
| 鼓 手 | 张军                                           |
| 录 音 | 万小元、葛音                                   |
| 制 作 | 陈庆、万小元、张小安                           |
| 美 编 | 孙红敏                                         |
| 伴 唱 | 现代人乐队                                     |
| 合 唱 | 总政歌舞团                                     |
| 吉 它 | 孟军                                           |